# Wataru Hashimoto
Wataru Hashimoto (橋本 和, Hashimoto Wataru) est un footballeur japonais né le 14 septembre 1986.

## Biographie
Wataru Hashimoto commence sa carrière professionnelle au Kashiwa Reysol.
Avec ce club, il est sacré champion du Japon en 2011 et participe à la Coupe du monde des clubs 2011.

## Palmarès
- Champion du Japon en 2011 avec le Kashiwa Reysol
- Champion du Japon de D2 en 2010 avec le Kashiwa Reysol
- Vainqueur de la Supercoupe du Japon en 2012 avec le Kashiwa Reysol
- Vainqueur de la Coupe de l'Empereur : 2019 avec le Vissel Kobe
- Vainqueur de la Supercoupe du Japon de football : 2020 avec le Vissel Kobe